# Squash ai XIX Giochi dei piccoli stati d'Europa
Le competizioni di squash ai XIX Giochi dei piccoli stati d'Europa si sono svolte dal 30 maggio al 1º giugno 2023.

## Podi

### Singolari
| Evento    | Oro             | Argento        | Bronzo        |
| Maschile  | David Maier     | Luca Wilhelmi  | Kijan Sultana |
| Femminile | Colette Sultana | Lijana Sultana | Sandra Denis  |

### Doppi
| Evento    | Oro                            | Argento                           | Bronzo                     |
| Maschile  | Bradley Hindle Kijan Sultana   | Niall Engerer Daniel Zammit-Lewis | Mark Radley Amir Samimi    |
| Femminile | Colette Sultana Lijana Sultana | Johanna Rizzo Amke Fischer        | Sandra Denis Michele Meyer |
| Misto     | Niall Engerer Colette Sultana  | Kijan Sultana Lijana Sultana      | Miguel Duarte Sandra Denis |

### Gara a squadre
| Evento   | Oro | Argento                                                                           | Bronzo                                                                                      |
| Maschile | Niall Engerer Dean Gera Bradley Hindle Kresten Hougaard Julian Scerri Duncan Stahl Kijan Sultana Daniel Zammit-Lewis | David Maier Patrick Maier Peter Maier Marcel Rothmund Alois Widmann Luca Wilhelmi | Miguel Duarte Kyllian Hebbelinck Daniel Hutchines Guillaume Plancke Mark Radley Amir Samimi |

## Medagliere
| Pos.   | Paese         | Oro | Argento | Bronzo | Totale |
| ------ | ------------- | --- | ------- | ------ | ------ |
| 1      | Malta         | 5   | 4       | 1      | 10     |
| 2      | Liechtenstein | 1   | 2       | 0      | 3      |
| 3      | Lussemburgo   | 0   | 0       | 5      | 5      |
| Totale | Totale        | 7   | 7       | 7      | 21     |